# Frederico Didonet
Frederico Didonet (* 27. Dezember 1910 in São José de Ivorá, Rio Grande do Sul; † 4. Oktober 1988) war ein brasilianischer Geistlicher und römisch-katholischer Bischof von Rio Grande.

## Leben
Frederico Didonet empfing am 15. Dezember 1935 die Priesterweihe. 
Papst Paul VI. ernannte ihn am 14. Juli 1971 zum ersten Bischof des neuerrichteten Bistums Rio Grande. Die Bischofsweihe spendete ihm der Erzbischof von Porto Alegre, Alfredo Vicente Kardinal Scherer, am 12. September desselben Jahres. Mitkonsekratoren waren der Bischof von Pelotas, Antônio Zattera, und der Bischof von Santa Maria, Érico Ferrari.
Am 8. August 1986 nahm Papst Johannes Paul II. seinen altersbedingten Rücktritt an.